# Штейнбах, Валерий Львович
Валерий Львович Штейнбах (род. 4 марта 1942, Москва) — советский и российский спортивный журналист, историк спорта, писатель, издатель спортивной литературы. Заслуженный работник культуры Российской Федерации (1998). Доктор исторических наук (2001). Профессор (2002).

## Биография
Валерий Штейнбах родился 4 марта 1942 года в Москве.
В молодости серьёзно занимался фехтованием, выполнил норматив мастера спорта СССР.
Окончил историко-филологический факультет Московского государственного педагогического института, после чего в 1964—1965 годах проходил службу в Вооружённых Силах.
Преподавал физическую культуру в школе, в течение двух лет работал инструктором отдела детских спортивных школ и средних учебных заведений российского совета добровольного спортивного общества «Спартак». Одновременно с этим делал первые шаги в спортивной журналистике — являлся специальным корреспондентом журнала «Спортивная жизнь России». Работал на IV летней Спартакиаде народов СССР в Москве, занимал должность заместителя руководителя пресс-центра.
В 1967—1969 годах — инструктор отдела пропаганды Комитета по физической культуре и спорту при Совете Министров СССР, курировал работу Федерации спортивных журналистов СССР. Член президиума Федерации фехтования СССР.
Начиная с 1969 года в течение многих лет работал в издательстве «Физкультура и спорт». Заведовал редакцией официальных изданий, редакцией олимпийских изданий, был заместителем главного редактора, первым заместителем директора, с 1991 года — на должности генерального директора. В 1998 году ушёл из этого издательства, основав своё собственное — «Терра-Спорт». В 2005 году возглавил издательство «Олимпия Пресс», с 2007 года руководил издательствами «Олимпия» и «Человек», в 2015 году назначен на должность генерального директора крупного издательского дома «Спорт».
Как спортивный журналист присутствовал на семи Олимпийских играх, обозревал множество чемпионатов мира и Европы по баскетболу, боксу, лёгкой атлетике, фигурному катанию, гимнастике, фехтованию и другим видам спорта. Член президиума Федераций спортивных журналистов СССР и России (1967—2014), член пресс-комиссии Всемирного боксёрского совета (1999—2001), член Союза журналистов и Союза писателей России.
Автор более 50 справочных и документальных книг спортивной тематики, среди них «Бизнес большого ринга», «От Олимпии до Москвы», «От Афин до Москвы», «Герои олимпийских баталий», «Век олимпийский» в 2-х томах, «Оборотная сторона олимпийской медали», «Москва '80. Игры XXII Олимпиады», «История Олимпийских игр. Медали. Значки. Плакаты», «Такие разные звёзды», «Век фехтования», «Майк Тайсон», «Смерть на ринге», «Последний раунд», «Нокаут», «Бокс, деньги и голуби» и др. Лауреат Всесоюзного конкурса на лучшую спортивную книгу (1972). Совместно с В. Б. Зеличёнком и В. Н. Спичковым автор-составитель двухтомной энциклопедии «Лёгкая атлетика». Автор-составитель «Краткой олимпийской энциклопедии» и «Большой олимпийской энциклопедии», энциклопедий «Фехтование» и «Бокс», справочника-определителя «Знаки олимпийских команд России, СССР, России». Член Международного общества олимпийских историков. Доктор исторических наук (2001). Профессор (2002).
Проявил себя и в художественной литературе, написав несколько книг с вымышленным криминальным сюжетом: повести «Ничья за 50 миллионов», «Арбатская история», «Покушение на Дионисия», рассказ «Возвращение». Автор сценария художественного фильма «Маэстро вор» (1994).
Академик Международной академии информатизации (2002), Академии проблем безопасности, обороны и правопорядка.
В 2016—2018 годах — член Общественного совета при Министерстве спорта Российской Федерации.
Награждён орденом «Знак Почёта» (1980), орденом Петра Великого, Премией имени М. В. Ломоносова «За выдающийся вклад в развитие науки, образования, культуры и искусства» (2004), медалями «Ветеран труда», «В память 850-летия Москвы», «Николай Озеров» (2017), памятной медалью Президента РФ «В память 30-летия Игр XXII Олимпиады 1980 г. в Москве», почетными знаками «За заслуги в развитии физической культуры и спорта» (1983), «За заслуги в развитии олимпийского движения в России» (1999). Удостоен почётного звания «Заслуженный работник культуры Российской Федерации» (1998).